# Plan des Évettes
Le Plan des Évettes est une petite vallée de France située dans les Alpes, en Savoie, en Haute-Maurienne. Cette vallée glaciaire suspendue est tapissée d'une moraine de fond laissée par le glacier des Évettes à la suite de son retrait. Elle est parcourue de nombreux cours d'eau qui forment le ruisseau de la Reculaz, en bordure du lac des Évettes. Ce torrent s'échappe de la vallée en empruntant des gorges à partir de la cascade de la Reculaz. À l'extrémité nord de la vallée, au-dessus des gorges et de la cascade, se trouvent le refuge et le col des Évettes ainsi que le lac des Pareis. Le site constitue une ZNIEFF de type I.

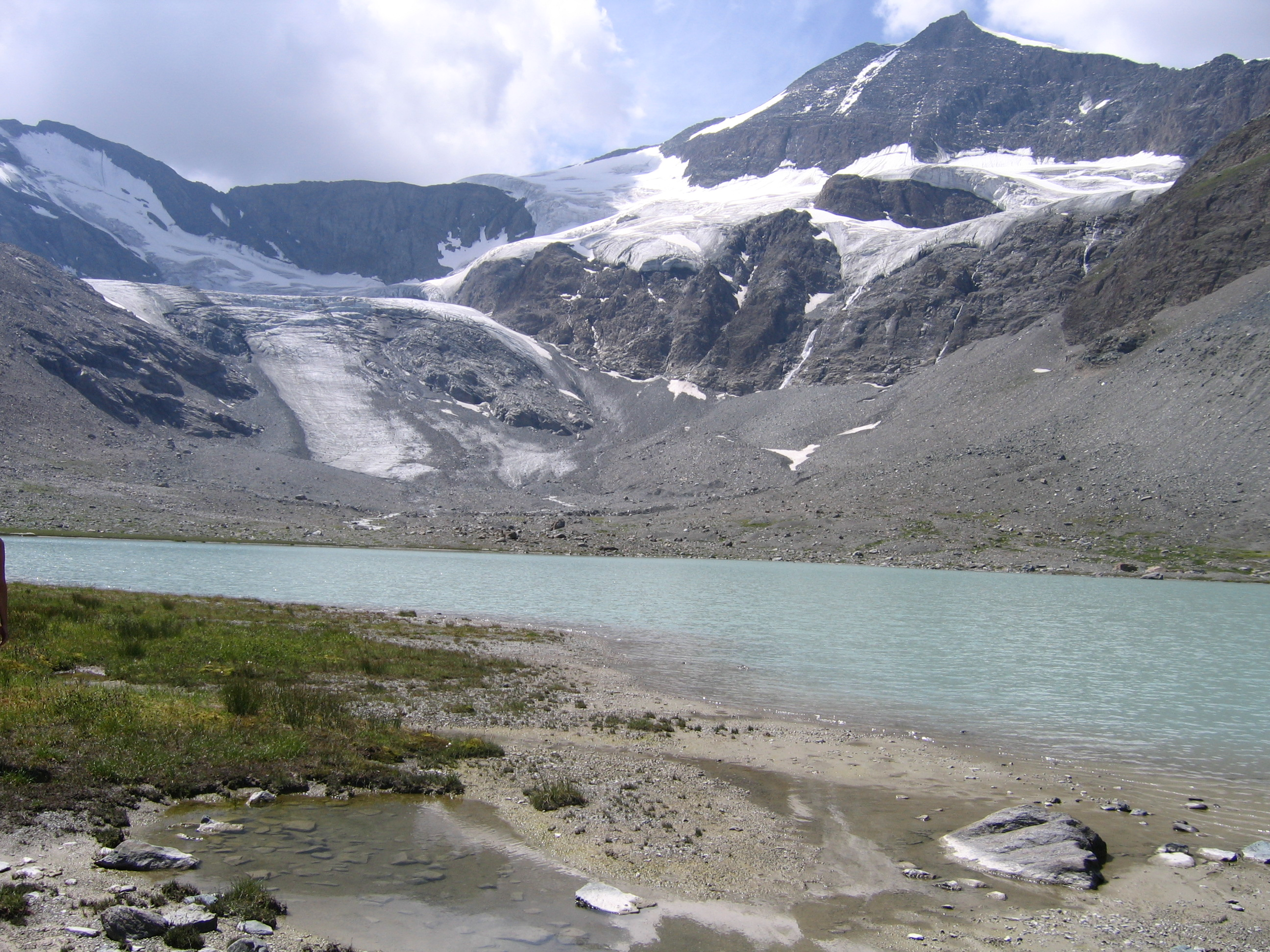
Vue du lac des Évettes dominé par le glacier du même nom et l'Albaron.

Vue aérienne du Plan des Évettes en 1957.